# Qualcuno morirà
Qualcuno morirà è il quinto romanzo poliziesco dello scrittore statunitense James Patterson riguardo alla serie di racconti coi protagonista è Lindsay Boxer, detective della polizia di San Francisco. Il ciclo che ha come personaggio principale il detective Boxer verrà ribattezzato "le donne del Club Omicidi", proprio dal nome del club fondato dal detective Boxer e dalle sue colleghe.

## Trama
In questo quinto racconto di James Patterson, è Yuki Castellano, l'amica e partecipante al "Club" a portare un caso. Sua madre, donna giovane e sana, a seguito di un leggero malessere viene portata in ospedale e lì muore in circostanze misteriose. Le indagini dimostrano che la mamma di Yuki non è la prima. Nelle corsie si aggira un “angelo della morte”, una persona che uccide i malati ufficialmente per "non farli soffrire" e lascia sui loro occhi due monete, i soldi che mitologicamente si debbono a Caronte per attraversare il fiume e riunirsi alle anime. Il Club è deciso a scoprire chi si cela dietro il velo dell'assassino, ma non possono dimenticare il dolore di Yuki, che non ha neppure potuto dire addio alla cara madre, suo punto di riferimento, e neppure la serie di omicidi che si sta verificando nella città, dove i pezzi dei corpi di giovani donne vengono rinvenuti in auto di lusso, come macabri trofei di un omicida spietato. Ma il “club” lavora assieme ormai da tempo, sa come muoversi, sfruttare le capacità di ognuna e, dopo aver risolto questo ennesimo caso, l'unione non potrà che uscirne più forte.